# SPORTS
SPORTS（スポーツ）は日本のロックバンドである。
2001年結成。2004年ビクターエンタテインメントよりメジャーデビュー。
2007年9月9日渋谷EGGMANでのライブを最後に活動休止。

## メンバー
- 伊藤寛之（1979年10月14日 - ）ボーカル・ギター
  - 2007年新たにART-SCHOOLの戸高らと共に「Mayonnaise」を結成し、その後脱退。
  - ART-SCHOOLのミニアルバム「MEAN STREET」にピアノで参加している。
  - 現在は「ENO」というバンドで活動している。
- 大石貴義（1980年3月17日 - ）ドラム

## 元メンバー
- 永井紀子（ベース）元ハートバザール。2002年加入。2005年脱退

### サポートメンバー
- 菊池孝行 kuhのメンバー。ベース

## ディスコグラフィー

### シングル
- Sports Wear（2004年5月21日）
- Super Sonic（2004年8月21日）
- Believer（2005年5月21日）

### アルバム
- キリン出現/This Here Giraffe（2002年9月4日）ミニアルバム
- Scherzo（スケルツォ）（2003年11月21日）ミニアルバム
- Funny!!!（2004年10月6日）
- How Are You?（2006年1月11日）
- I LIKE SPORTS（2006年10月4日）ベストアルバム
- PUZZLE（2006年11月22日）